# 小黑裙
小黑裙（英語：little black dress）是黑色的晚禮服或小礼服，剪裁比較簡單，而且多半是短袖。在時裝史上，小黑裙的起源是源自於1920年代可可·香奈爾的設計。設計此服裝的目的是在於多變化、價格可以負擔，可以長期穿著不受時尚影響，而且容易購買。
一般認為小黑裙是女性衣櫃中必備的服裝。許多時尚專家認為每個女性都應該有一件簡單而優雅的小黑裙，可以作為禮服，或是當作一般的穿著。例如小黑裙可以配合夾克以及包鞋，當作白天的商務服裝。也可以配合珠寶或是其他的配備，在婚礼或是舞会的正式場合中穿著。

## 歷史
黑色是非常富有象徵意義的顏色。在十六世紀初，在西班牙貴族和荷蘭商人當中，黑色表示富有，因為要用「imported oak apples」來製作黑色，價格非常的高。在十八世紀初，黑色代表著浪漫和藝術，正如比利时设计师安·迪穆拉米斯特所說的。「黑色充滿詩意。你會怎麼想像一個詩人？穿黃色的夾克嗎？應該不會。」在十九世紀初，黑色因為代表著憂鬱，被拜伦勋爵、珀西·比希·雪莱和约翰·济慈等浪漫主義者所推崇。從维多利亚时代開始，黑色從藝術的顏色變成哀悼的顏色，寡婦們至少要穿四年黑色衣服，另外黑色也是女傭的制服。
可可·香奈尔在1926年在美國《时尚》雜誌刊登了款式簡單小黑裙的照片。小黑裙長到小腿、筆直，只有幾條對角線的裝飾。《时尚》雜誌稱之為「香奈尔的福特」，正如當年流行的黑色福特T型车。小黑裙很簡單，是各階層女性都可以負擔的。《时尚》雜誌也提到小黑裙會成為「各種不同品味女性的制服。」。這件衣服再加上其他可可·香奈尔設計的衣服，讓黑色不再是哀悼的象徵，將黑色衣服重新塑造為高級、富有和時尚的衣服。可可·香奈尔自己也曾說過：「我當時非常大力宣傳黑色，它如今仍是主流，因為黑色的存在感能蓋過周遭任何事物。」。
在大萧条期間，小黑裙仍然相當的流行，主要是因為其便宜而且優雅，不過其長度也有點加長。好莱坞對流行的影響也有助於小黑裙的流行，但其原因是因為實務的考量。當時特藝七彩電影開始流行，但其他顏色的服裝在銀幕上的顏色會變色，而且會破壞上色過程，因此製片單位會希望女演員穿小黑裙。在第二次世界大战時，小黑裙繼續流行，原因是因為紡織品的管制，而且小黑裙也是女性進入職場的常見服裝（搭配商務裝）。

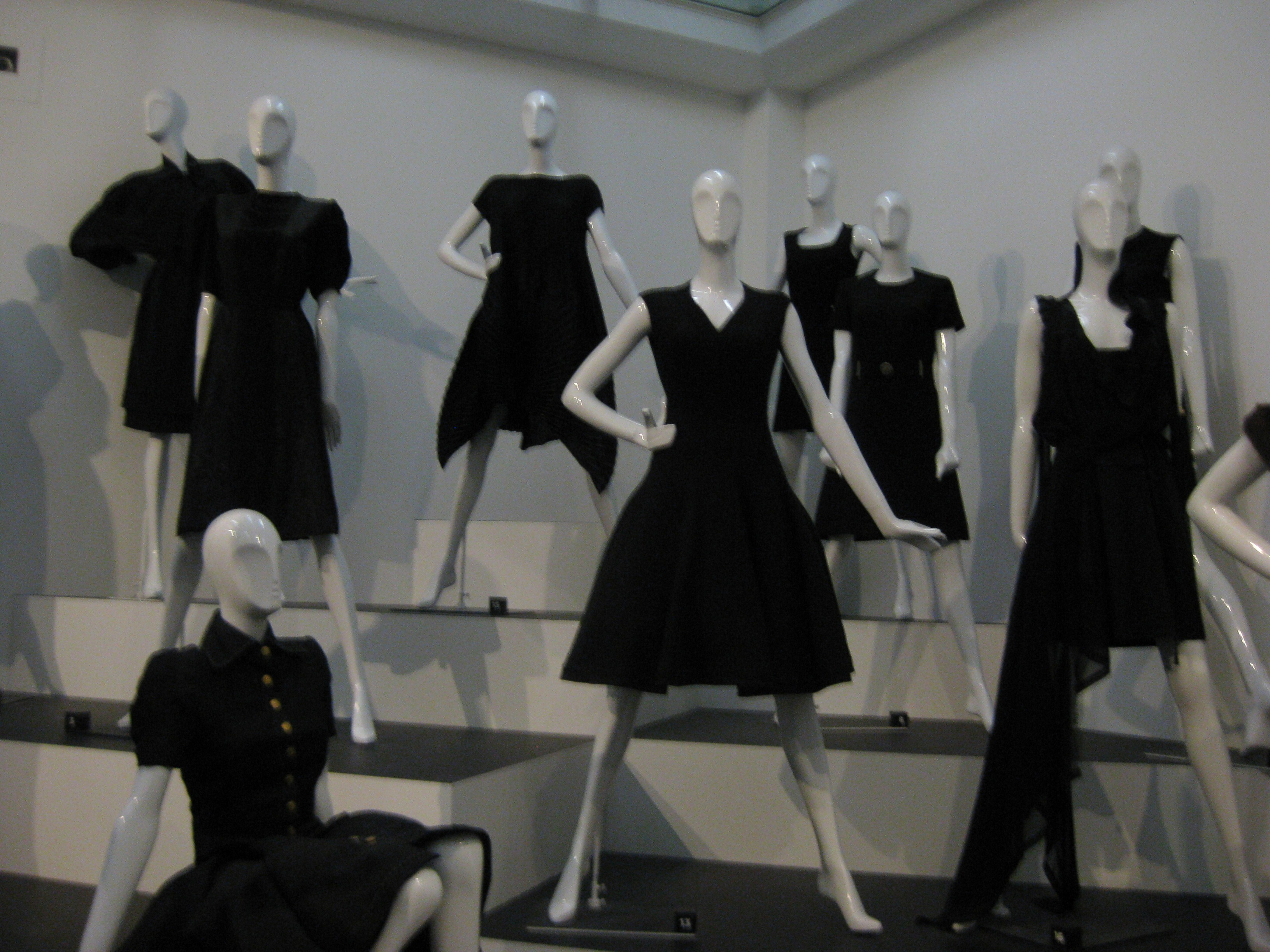
可可·香奈尔小黑裙的變化，在2014年海牙市立美术馆的Chanel: The Legend展出

戰後克里斯汀·迪奧的興起，以及1950年代的性保守主義，讓小黑裙又變成制服，以及危險女性的象徵。好萊塢的致命女郎及墮落女性常會穿著黑色露背連衣裙，和家庭主婦是形象健康的好萊塢明星更保守的著裝形成對比。1940年代及50年代化學纖維開始流行，因此許多服裝的設計也加普及，價格也更加便宜。
1960年代的年齡差距讓小黑裙的款式也出現兩極化。較年輕的摩德文化世代傾向在小黑裙上使用迷你裙，而針對青年文化的設計師則希望將小黑裙改的更暴露，在裙子或緊身胸衣上鏤空或開衩，使用網或是薄紗之類的材質。許多女性也受到《第凡內早餐》電影的影響，希望其小黑裙款式類似其中奥黛丽·赫本穿過的黑色紀梵希連衣裙。
1980年代流行將休閒布料（特別是針織布料）用在連衣裙以及商用套裝，使得小黑裙再度流行。再加上健身的熱潮，新的設計已經融入當時流行的細節，例如寬肩或是罩裙，在1980年代末以及1990年代，流行不同長度的簡單設計。1990年代的油漬搖滾文化結合了小黑裙以及涼鞋和軍靴，不過小黑裙在剪裁和材質上仍然維持簡單。
1990年代起，服裝有了新的改變，就像1950年代和1970年代一樣，顏色又成為流行及正式服裝的一個因素，黑色又不受喜愛。2000年代末期，身體意識服裝的再度興起、柔和配色方案、以及主導性黑色的再度出現，以及回歸1980年代流行的復古趨勢，讓大眾對小黑裙再度產生興趣。

## 著名的小黑裙
奥黛丽·赫本在電影《第凡內早餐》中穿著的黑色連衣裙是由于貝爾·德·紀梵希所設計，體現了用珍珠首配件搭配小黑裙的標準穿法（稱為basic black），在1960年代初期常常看到這種穿法，此服裝在2006年拍賣，以41萬英磅售出，是原先估價的六倍，創下紀錄。
贝蒂娃娃（Betty Boop），是一個卡通人物，其中有部份是以1920年代it girl海倫·凱恩為藍本，在其早期的電影中也穿著小黑裙，不過後來在特藝七彩電影中，贝蒂娃娃的裙子變成紅色了。
溫莎公爵夫人华里丝·辛普森以有許多件小黑裙著名，而且對小黑裙有許多的稱讚。其中有一句是：「若穿小黑裙適合，就沒有其他可以代替它的服裝了。」

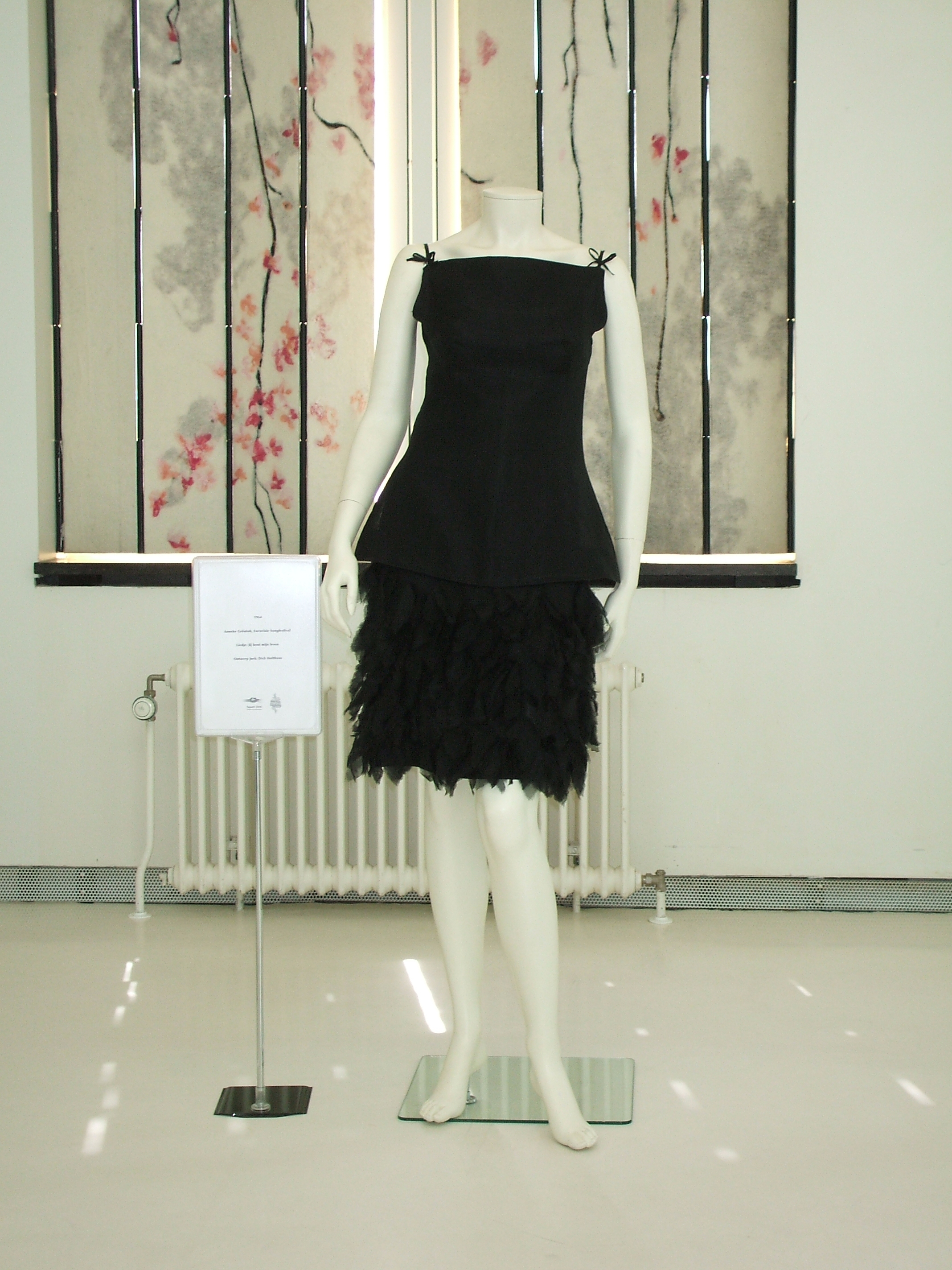
1964年Anneke Grönloh在1964年歐洲歌唱大賽穿著的小黑裙

法國女歌手艾迪特·皮雅芙在演唱時都會穿著黑色緊身連衣裙，因此暱稱為little black sparrow。一般認為此服裝可以讓聽眾注意她的演出，而非服裝或是外貌。
威爾斯王妃戴安娜於1994年6月，在《名利场》杂志於蛇形畫廊舉辦的夏日派對中，穿著了黑色Christina Stambolian連衣裙，當晚她的夫婿威爾斯親王查爾斯承認和卡蜜拉有婚外情。戴安娜的連衣裙也視為是「小黑裙」。

## 延伸閱讀
- Edelman, Amy Holman (1998). The Little Black Dress. Aurum. ISBN 1-85410-604-X.
- "Little Black Dress Transcends Fashion". About.com. May 2006
- “Sixties Fashions”. June 2, 2006.
- "The Little Black Dress" （页面存档备份，存于）. Woman’s Hour Radio.  英国广播公司. May 2006.
- "The Myth Of The Little Black Dress". Jane Curtain . The Fashion Culte Magazine. November 2014.